# Secrétariat d'État aux Infrastructures (Espagne)
Le secrétariat d'État aux Infrastructures, aux Transports et au Logement d'Espagne (en espagnol : Secretaría de Estado de Infraestructuras, Transporte y Vivienda) est le secrétariat d'État chargé des infrastructures, de l'aménagement du territoire, des déplacements et de la politique du logement entre 1996 et 2020.
Il relève du ministère de l'Équipement.

## Missions

### Organisation
Le secrétariat d’État s'organise de la manière suivante : 
- Secrétariat d'État aux Infrastructures, aux Transports et au Logement (Secretaría de Estado de Infraestructuras, Transporte y Vivienda) ; 
  - Unité des urgences, de coordination et de gestion des crises ;
  - Sous-direction générale de Planification des infrastructures et des transports ;
  - Sous-direction générale des Relations internationales ;
  - Secrétariat général des Infrastructures (Secretaría General de Infraestructuras) ; 
    - Direction générale des Routes (Dirección General de Carreteras) ; 
      - Sous-direction générale de l'Exploitation ;
      - Sous-direction générale des Projets ;
      - Sous-direction générale de la Construction ;
      - Sous-direction générale de la Conservation ;
      - Sous-direction générale de la Coordination ;

  - Secrétariat général des Transports (Secretaría General de Transporte) ; 
    - Direction générale de l'Aviation civile (Dirección General de Aviación Civil) ; 
      - Sous-direction générale des Transports aériens ;
      - Sous-direction générale des Aéroports et de la Navigation aérienne ;

    - Direction générale de la Marine marchande (Dirección General de la Marina Mercante) ; 
      - Sous-direction générale de la Sécurité, de la Contamination et de l'Inspection maritime ;
      - Sous-direction générale des Normes maritimes et de la Coopération internationale ;
      - Sous-direction générale de la Coordination et de la Gestion administrative ;

    - Direction générale des Transports terrestres (Dirección General de Transporte Terrestre) ; 
      - Sous-direction générale de la Réglementation et des Normes des transports terrestres ;
      - Sous-direction générale de la Gestion, de l'Analyse et de l'Innovation des transports terrestres ;
      - Sous-direction générale de l'Inspection des transports terrestres ;

  - Direction générale de l'Architecture, du Logement et des Terrains (Dirección General de Arquitectura, Vivienda y Suelo) ; 
    - Sous-direction générale de la Politique et des Aides au logement ;
    - Sous-direction générale de l'Architecture et de la Construction ;
    - Sous-direction générale de l'Urbanisme ;
    - Sous-direction générale de la Politique des terrains ;
    - Sous-direction générale de la Coordination et de la Gestion administrative.

## Titulaires
| Titulaire                                                                        | Titulaire               | Début      | Fin        | Parti | Ministre de l'Équipement                        |
| -------------------------------------------------------------------------------- | ----------------------- | ---------- | ---------- | ----- | ----------------------------------------------- |
|                                                                                  | Joaquín Abril Martorell | 11/05/1996 | 05/09/1998 | PP    | Rafael Arias-Salgado                            |
|                                                                                  | Albert Vilalta González | 05/09/1998 | 06/05/2000 | Sans  | Rafael Arias-Salgado                            |
|                                                                                  | Benigno Blanco          | 06/05/2000 | 20/04/2004 | PP    | Francisco Álvarez-Cascos                        |
|                                                                                  | Víctor Morlán           | 20/04/2004 | 15/04/2008 | PSOE  | Magdalena Álvarez                               |
|                                                                                  | Josefina Cruz Villalón  | 15/04/2008 | 18/04/2009 | PSOE  | Magdalena Álvarez                               |
|                                                                                  | Víctor Morlán           | 18/04/2009 | 24/12/2011 | PSOE  | José Blanco                                     |
|                                                                                  | Rafael Catalá           | 24/12/2011 | 04/10/2014 | PP    | Ana Pastor                                      |
|                                                                                  | Julio Gómez-Pomar       | 04/10/2014 | 19/06/2018 | PP    | Ana Pastor Rafael Catalá a.i. Íñigo de la Serna |
|                                                                                  | Pedro Saura             | 19/06/2018 | 15/01/2020 | PSOE  | José Luis Ábalos                                |
| Secrétariat d'État aux Transports, Mobilités et Programmes urbains (depuis 2020) |                         |            |            |       |                                                 |
| Titres successifs : - 2012-2020 : Infrastructures, Transports et Logement        |                         |            |            |       |                                                 |